# Asociația Universităților Americane
Asociația Universităților Americane (AAU) este o organizație a celor mai importante universități de cercetare din America dedicată menținerii unui sistem puternic de cercetare și educație academică. Fondată în 1900, este formată din 63 de universități din Statele Unite (Publică și Privată) și 2 universități din Canada. Calitatea de membru AAU se face prin invitație și necesită un vot afirmativ al celor trei sferturi din membrii actuali.

## Membri
| Instituție                                  | Stat sau provincie | Control | Fondat | An alăturare | Total studenți | Clasament de știri din SUA (2020) | Facultate de Medicină (acreditat LCME) | Program de inginerie (acreditat ABET) |
| ------------------------------------------- | ------------------ | ------- | ------ | ------------ | -------------- | --------------------------------- | -------------------------------------- | ------------------------------------- |
| Universitatea Boston                        | Massachusetts      | Privată | 1839   | 2012         | 30.009         | 40                                | Da                                     | Da                                    |
| Universitatea Brandeis                      | Massachusetts      | Privată | 1948   | 1985         | 5.808          | 40                                | Red X                                  | Red X                                 |
| Universitatea Brown                         | Rhode Island       | Privată | 1764   | 1933         | 8,619          | 14                                | Da                                     | Da                                    |
| California Institute of Technology          | California         | Privată | 1891   | 1934         | 2,231          | 12                                | Red X                                  | Da                                    |
| Universitatea Carnegie Mellon               | Pennsylvania       | Privată | 1900   | 1982         | 12,908         | 25                                | Red X                                  | Da                                    |
| Case Western Reserve University             | Ohio               | Privată | 1826   | 1969         | 11,824         | 40                                | Da                                     | Da                                    |
| Columbia University                         | New York           | Privată | 1754   | 1900         | 29,250         | 3                                 | Da                                     | Da                                    |
| Cornell University                          | New York           | Privată | 1865   | 1900         | 21,904         | 17                                | Da                                     | Da                                    |
| Dartmouth College                           | New Hampshire      | Privată | 1769   | 2019         | 6.571          | 12                                | Da                                     | Da                                    |
| Duke University                             | North Carolina     | Privată | 1838   | 1938         | 14.600         | 10                                | Da                                     | Da                                    |
| Emory University                            | Georgia            | Privată | 1836   | 1995         | 14.513         | 21                                | Da                                     | N [ a ]                               |
| Georgia Institute of Technology             | Georgia            | Publică | 1885   | 2010         | 29.370         | 29                                | Red X                                  | Da                                    |
| Harvard University                          | Massachusetts      | Privată | 1636   | 1900         | 21.000         | 2                                 | Da                                     | Da                                    |
| Indiana University Bloomington              | Indiana            | Publică | 1820   | 1909         | 42.731         | 79                                | Red X                                  | Red X                                 |
| Iowa State University                       | Iowa               | Publică | 1858   | 1958         | 36.001         | 121                               | Red X                                  | Da                                    |
| Johns Hopkins University                    | Maryland           | Privată | 1876   | 1900         | 23.073         | 10                                | Da                                     | Da                                    |
| Massachusetts Institute of Technology       | Massachusetts      | Privată | 1861   | 1934         | 11.319         | 3                                 | Red X                                  | Da                                    |
| McGill University                           | Quebec             | Publică | 1821   | 1926         | 36.904         | N/A                               | Da                                     | Da                                    |
| Michigan State University                   | Michigan           | Publică | 1855   | 1964         | 49.300         | 84                                | Da                                     | Da                                    |
| New York University                         | New York           | Privată | 1831   | 1950         | 53.711         | 29                                | Da                                     | Da                                    |
| Northwestern University                     | Illinois           | Privată | 1851   | 1917         | 21.208         | 9                                 | Da                                     | Da                                    |
| The Ohio State University                   | Ohio               | Publică | 1870   | 1916         | 57.466         | 54                                | Da                                     | Da                                    |
| Pennsylvania State University               | Pennsylvania       | Publică | 1855   | 1958         | 45.518         | 57                                | Da                                     | Da                                    |
| Princeton University                        | New Jersey         | Privată | 1746   | 1900         | 8.010          | 1                                 | Red X                                  | Da                                    |
| Purdue University                           | Indiana            | Publică | 1869   | 1958         | 39.256         | 57                                | Red X                                  | Da                                    |
| Rice University                             | Texas              | Privată | 1912   | 1985         | 6.487          | 17                                | Red X                                  | Da                                    |
| Rutgers University–New Brunswick            | New Jersey         | Publică | 1766   | 1989         | 41.565         | 62                                | Da                                     | Da                                    |
| Stanford University                         | California         | Privată | 1891   | 1900         | 15.877         | 6                                 | Da                                     | Da                                    |
| Stony Brook University                      | New York           | Publică | 1957   | 2001         | 26.814         | 91                                | Da                                     | Da                                    |
| Texas A&M University                        | Texas              | Publică | 1876   | 2001         | 62.185         | 70                                | Da                                     | Da                                    |
| Tulane University                           | Louisiana          | Privată | 1834   | 1958         | 13.462         | 40                                | Da                                     | Da                                    |
| The University of Arizona                   | Arizona            | Publică | 1885   | 1985         | 40.223         | 117                               | Da                                     | Da                                    |
| University at Buffalo                       | New York           | Publică | 1846   | 1989         | 30.183         | 79                                | Da                                     | Da                                    |
| University of California, Berkeley          | California         | Publică | 1868   | 1900         | 36.204         | 22                                | Red X                                  | Da                                    |
| University of California, Davis             | California         | Publică | 1905   | 1996         | 34.175         | 39                                | Da                                     | Da                                    |
| University of California, Irvine            | California         | Publică | 1965   | 1996         | 29.588         | 36                                | Da                                     | Da                                    |
| University of California, Los Angeles       | California         | Publică | 1919   | 1974         | 42.163         | 20                                | Da                                     | Da                                    |
| University of California, San Diego         | California         | Publică | 1960   | 1982         | 30.310         | 37                                | Da                                     | Da                                    |
| University of California, Santa Barbara     | California         | Publică | 1944   | 1995         | 25.057         | 34                                | Red X                                  | Da                                    |
| University of California, Santa Cruz        | California         | Publică | 1965   | 2019         | 19.457         | 84                                | Red X                                  | Da                                    |
| The University of Chicago                   | Illinois           | Privată | 1890   | 1900         | 14.954         | 6                                 | Da                                     | Da                                    |
| University of Colorado Boulder              | Colorado           | Publică | 1876   | 1966         | 32.775         | 104                               | Red X                                  | Da                                    |
| University of Florida                       | Florida            | Publică | 1853   | 1985         | 49.042         | 34                                | Da                                     | Da                                    |
| University of Illinois at Urbana–Champaign  | Illinois           | Publică | 1867   | 1908         | 44.520         | 48                                | Da                                     | Da                                    |
| The University of Iowa                      | Iowa               | Publică | 1847   | 1909         | 31.065         | 84                                | Da                                     | Da                                    |
| The University of Kansas                    | Kansas             | Publică | 1865   | 1909         | 27.983         | 130                               | Da                                     | Da                                    |
| University of Maryland, College Park        | Maryland           | Publică | 1856   | 1969         | 37.631         | 64                                | Da                                     | Da                                    |
| Universitatea din Michigan                  | Michigan           | Publică | 1817   | 1900         | 43.426         | 25                                | Da                                     | Da                                    |
| Universitatea din Minnesota                 | Minnesota          | Publică | 1851   | 1908         | 51.853         | 70                                | Da                                     | Da                                    |
| Universitatea din Missouri                  | Missouri           | Publică | 1839   | 1908         | 35.441         | 139                               | Da                                     | Da                                    |
| University of North Carolina at Chapel Hill | North Carolina     | Publică | 1789   | 1922         | 29.390         | 29                                | Da                                     | Da [ b ]                              |
| University of Oregon                        | Oregon             | Publică | 1876   | 1969         | 22.980         | 104                               | Red X                                  | Red X                                 |
| University of Pennsylvania                  | Pennsylvania       | Privată | 1740   | 1900         | 24.630         | 6                                 | Da                                     | Da                                    |
| University of Pittsburgh                    | Pennsylvania       | Publică | 1787   | 1974         | 28.649         | 57                                | Da                                     | Da                                    |
| University of Rochester                     | New York           | Privată | 1850   | 1941         | 10.290         | 29                                | Da                                     | Da                                    |
| University of Southern California           | California         | Privată | 1880   | 1969         | 48.500         | 22                                | Da                                     | Da                                    |
| University of Texas at Austin               | Texas              | Publică | 1883   | 1929         | 51.000         | 48                                | Da                                     | Da                                    |
| University of Toronto                       | Ontario            | Publică | 1827   | 1926         | 84.000         | N/A                               | Da                                     | Da                                    |
| University of Utah                          | Utah               | Publică | 1850   | 2019         | 32.994         | 104                               | Da                                     | Da                                    |
| University of Virginia                      | Virginia           | Publică | 1819   | 1904         | 24.360         | 28                                | Da                                     | Da                                    |
| University of Washington                    | Washington         | Publică | 1861   | 1950         | 43.762         | 62                                | Da                                     | Da                                    |
| University of Wisconsin–Madison             | Wisconsin          | Publică | 1848   | 1900         | 43.275         | 46                                | Da                                     | Da                                    |
| Vanderbilt University                       | Tennessee          | Privată | 1873   | 1950         | 12.795         | 15                                | Da                                     | Da                                    |
| Washington University in St. Louis          | Missouri           | Privată | 1853   | 1923         | 14.117         | 19                                | Da                                     | Da                                    |
| Yale University                             | Connecticut        | Privată | 1701   | 1900         | 12.223         | 3                                 | Da                                     | Da                                    |

### Foști membri
- Catholic University of America (1900–2002)

Abandonat ca urmare a „accentelor și energiilor instituționale”, care diferă de ceilalți membri ai AAU.
- Clark University (1900–1999)

A plecat din cauza schimbării accentului AAU către universitățile mari de cercetare.
- University of Nebraska–Lincoln (1909–2011)

Eliminat din AAU.
- Syracuse University (1966–2011)

Din cauza unei dispute privind modul de a număra subvențiile non-federale, Syracuse s-a retras în mod voluntar din AAU în 2011. The Chronicle of Higher Education a raportat că, după ce „a devenit clar că Siracusa nu va îndeplini criteriile revizuite ale asociației, oficialii universității au decis că vor părăsiți organizația de bună voie, mai degrabă decât să facă față unui vot precum cel al lui Nebraska și anunțați conducerea intențiilor lor."

## Legături externe
- Site web oficial